# Parti socialisme et liberté

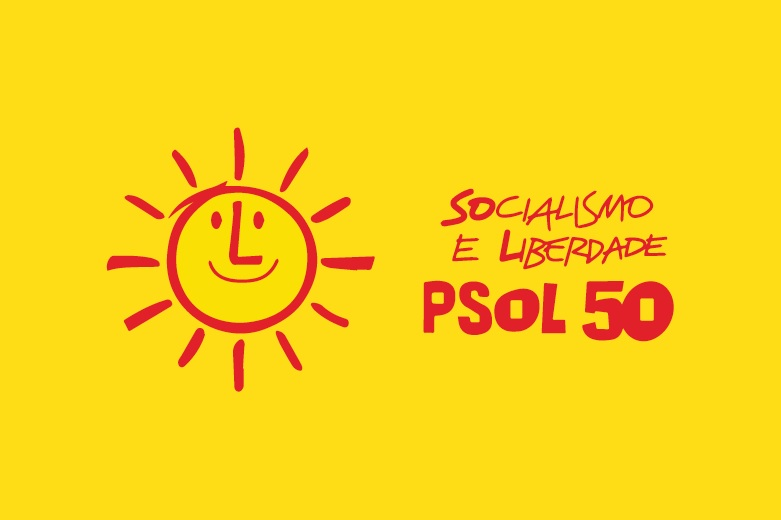
Le drapeau du Parti socialisme et liberté

Le Parti socialisme et liberté (en portugais : Partido Socialismo e Liberdade, abrégé en PSOL) est un parti politique brésilien fondé en 2004 par une scission de l'aile gauche du Parti des travailleurs. Il est rejoint par de nombreux intellectuels et militants de gauche ainsi que par plusieurs courants de l'extrême gauche brésilienne.

## Histoire
À l'élection présidentielle de 2006, le PSOL présente la candidature de l'ancienne sénatrice Heloísa Helena, exclue du PT en décembre 2003 après avoir voté contre les consignes du Parti. Également soutenue par le Parti communiste brésilien et le Parti socialiste des travailleurs unifié, elle arrive en troisième position avec 6,85 % des voix.
Aux élections générales qui se tiennent simultanément, le PSOL n'obtient que 1,2 % des voix, trois sièges de députés et aucun sénateur. En 2010, le PSOL présente seul la candidature de Plínio de Arruda Sampaio à l'élection présidentielle. Celui-ci ne peut empêcher l'effondrement électoral du parti et n'obtient que 0,87 % des voix. En revanche, le PSOL parvient à conserver ses trois mandats de députés et progresse même au Sénat, où il obtient deux élus,,,.

## Résultats électoraux

### Élections présidentielles
| Année | Candidats                 | 1er tour   | 1er tour | 1er tour | 2d tour    | 2d tour | 2d tour |
| Année | Candidats                 | Voix       | %        | Rang     | Voix       | %       | Rang    |
| ----- | ------------------------- | ---------- | -------- | -------- | ---------- | ------- | ------- |
| 2006  | Heloísa Helena (en)       | 6 575 393  | 6,9      | 3e       |            |         |         |
| 2010  | Plínio de Arruda Sampaio  | 886 816    | 0,9      | 4e       |            |         |         |
| 2014  | Luciana Genro             | 1 612 186  | 1,6      | 4e       |            |         |         |
| 2018  | Guilherme Boulos          | 617 122    | 0,6      | 10e      |            |         |         |
| 2022  | Luiz Inácio Lula da Silva | 57 259 504 | 48,43    | 1er      | 60 345 999 | 50,90   | 1er     |

### Chambre des députés
| Année     | Voix      | %   | Sièges   | Gouvernement |
| --------- | --------- | --- | -------- | ------------ |
| 2006 (en) | 1 149 619 | 1,2 | 3 / 513  | Opposition   |
| 2010 (en) | 1 142 737 | 1,2 | 3 / 513  | Opposition   |
| 2014      | 1 745 470 | 1,8 | 5 / 513  | Opposition   |
| 2018      | 2 783 669 | 2,8 | 10 / 513 | Opposition   |
| 2022      | 4 650 080 | 4,2 | 12 / 513 | Lula III     |

### Sénat
| Année     | Voix      | %   | Sièges |
| --------- | --------- | --- | ------ |
| 2006 (en) | 351 527   | 0.4 | 1 / 81 |
| 2010 (en) | 3 041 854 | 1,8 | 2 / 81 |
| 2014      | 1 045 275 | 1,2 | 1 / 81 |
| 2018      | 5 273 853 | 3,1 | 0 / 81 |
| 2022      | 677 345   | 0,6 | 0 / 81 |